# Trichoniscoides machadoi
Trichoniscoides machadoi é um crustáceo (ordem Isopoda) cavernícula, endémico de Portugal. A espécie foi identificada por Albert Vandel, na sequência de espécimes recolhidos em 1942 por António de Barros Machado numa gruta na Mexilhoeira da Carregação, em Lagoa, no Algarve.